# Хасмерсхайм
Хасмерсхайм (нем. Haßmersheim) — община в Германии, в земле Баден-Вюртемберг. 
Подчиняется административному округу Карлсруэ. Входит в состав района Неккар-Оденвальд.  Население составляет 4908 человек (на 31 декабря 2010 года). Занимает площадь 19,15 км².
Коммуна подразделяется на 3 сельских округа.